# Martinique (Isle Madame)
Pour l’article homonyme, voir Martinique.
 Martinique est une communauté acadienne sur l'Isle Madame, au Cap-Breton.